# 세실리아 로그노니
마리아 세실리아 로그노니(스페인어: María Cecilia Rognoni, 1976년 12월 1일~)는 아르헨티나의 전직 필드하키 선수이다.

## 경력
- 2000년 하계 올림픽 여자 하키 국가대표
- 2004년 하계 올림픽 여자 하키 국가대표

## 수상
- 국제 하키 연맹(FIH) 올해의 선수 : 2002
- 올림피아 데 오로: 2002
- 클라린상: 1995, 1998, 2002